# Віторійська діоцезія
Віторі́йська діоце́зія (лат. Dioecesis Victoriensis; ісп. Diócesis de Vitoria) — діоцезія римського обряду Католицької церкви в Іспанії, з центром у місті Віторія-Гастейс.  Входить до складу Бургоської церковної провінції. Суфраганна діоцезія Бургоської архідіоцезії. Заснована 8 вересня 1861 року. Голова — єпископ Віторійський. Центральний храм — Віторійський собор.  Площа — 3,282 км². Населення — 329,900 ос.; з них католики — 298,000 ос. (90.3%). Чинний голова — Хуан Карлос Елізальде Еспіналь, єпископ Віторійський.

## Єпископи
- 14 грудня 1922 — 2 грудня 1927: Закаріас Мартінес-Нуньєс
- 10 червня 1943 — 9 жовтня 1948: Кармело Бальєстер-Н'єто
- Хуан Карлос Елізальде Еспіналь

## Статистика
Згідно з «Annuario Pontificio» і Catholic-Hierarchy.org:
| Рік  | Населення | Населення | Населення | Священики | Священики | Священики | Священики           | Диякони | Ченці    | Ченці | Парафії |
| Рік  | католики  | загалом   | %         | загалом   | секулярні | ченці     | вірних на священика | Диякони | чоловіки | жінки | Парафії |
| ---- | --------- | --------- | --------- | --------- | --------- | --------- | ------------------- | ------- | -------- | ----- | ------- |
| 1950 | 1.016.500 | 1.017.843 | 99,9      | 2.649     | 1.907     | 742       | 383                 |         |          | 6.568 | 736     |
| 1970 | 207.000   | 207.681   | 99,7      | 482       | 386       | 96        | 429                 |         | 269      | 1.124 | 417     |
| 1980 | 254.002   | 267.036   | 95,1      | 471       | 364       | 107       | 539                 |         | 310      | 1.019 | 503     |
| 1990 | 267.000   | 280.000   | 95,4      | 432       | 327       | 105       | 618                 |         | 306      | 979   | 419     |
| 1999 | 276.000   | 289.902   | 95,2      | 387       | 284       | 103       | 713                 | 3       | 211      | 852   | 422     |
| 2000 | 279.000   | 291.983   | 95,6      | 396       | 288       | 108       | 704                 | 3       | 227      | 839   | 412     |
| 2001 | 278.000   | 291.161   | 95,5      | 376       | 284       | 92        | 739                 | 3       | 193      | 784   | 422     |
| 2002 | 281.000   | 294.322   | 95,5      | 372       | 274       | 98        | 755                 | 3       | 195      | 818   | 422     |
| 2003 | 280.000   | 298.345   | 93,9      | 357       | 264       | 93        | 784                 | 3       | 185      | 740   | 422     |
| 2004 | 278.134   | 302.164   | 92,0      | 349       | 259       | 90        | 796                 | 3       | 177      | 730   | 422     |
| 2010 | 276.745   | 325.579   | 85,0      | 314       | 232       | 82        | 881                 | 4       | 144      | 651   | 422     |
| 2014 | 298.000   | 329.900   | 90,3      | 291       | 219       | 72        | 1.024               | 5       | 138      | 600   | 432     |